# Número de Giuga
Un número de Giuga es un número compuesto n tal que cada uno de sus factores primos pi es un divisor de {\displaystyle {n \over p_{i}}-1}. Otra comprobación es si la congruencia {\displaystyle nB_{\phi (n)}\equiv -1{\pmod {n}}} es cierta, siendo B un número de Bernoulli. Los números de Giuga reciben su nombre del matemático Giuseppe Giuga, y se relacionan con su conjetura sobre los números primos.
La secuencia de Giuga comienza con los números 30, 858, 1722, 66198, 2214408306... ((sucesión A007850 en OEIS)).
Por ejemplo, 30 es un número de Giuga porque sus factores primos son 2, 3 y 5, y se cumple que:
- 30/2 - 1 = 14, que es divisible por 2,
- 30/3 - 1 = 9, que es 3 al cuadrado, y
- 30/5 - 1 = 5, es decir, el propio tercer factor primo.

Los factores primos de un número de Giuga deben ser distintos. Si {\displaystyle p^{2}} es divisor de {\displaystyle n}, entonces se sigue que {\displaystyle {n \over p}-1=n'-1}, donde {\displaystyle n'} es divisible por {\displaystyle p}. Por lo tanto, {\displaystyle n'-1} no sería divisible por {\displaystyle p}, y por lo tanto {\displaystyle n} no sería un número de Giuga. 
Por ello, sólo los números libres de cuadrados pueden ser números de Giuga. Por ejemplo, los factores primos de 60 son 2, 3 y 5, y 60/2 - 1 = 29, que no es divisible entre 2, por lo que 60 no es un número de Giuga. Tampoco los números semiprimos puede ser números de Giuga, porque si {\displaystyle n=p_{1}p_{2}}, con {\displaystyle p_{1}<p_{2}} primos, entonces
{\displaystyle {n \over p_{2}}-1=p_{1}-1<p_{2}}, por lo que {\displaystyle p_{2}} no será divisor de {\displaystyle {n \over p_{2}}-1}, y por lo tanto {\displaystyle n} no será un número de Giuga.
Todos los números de Giuga conocidos por ahora son pares. Si existe un número de Giuga impar, tiene que ser el producto de al menos 14 números primos. Se desconoce si hay infinitos números de Giuga.
Paolo P. Lava (2009) ha conjeturado que los números de Giuga son la solución de la ecuación n'=n+1 siendo n' la derivada aritmética de n.
Es fácil demostrar que si un número cumple la ecuación n'=n+1 entonces es un número de Giuga. Por otro lado también se puede demostrar que los números de Giuga que descomponen en menos de 59 factores primos son solución de la ecuación n'=n+1.